# سیلنباخ
سیلنباخ (به آلمانی: Sielenbach) یک شهر در آلمان است که در آیشاخ-فریدبرگ واقع شده‌است.